# LGBT práva v Dominice

Duhová mapa Dominiky

Lesby, gayové, bisexuálové a translidé (LGBTQ+) se na Dominice mohou setkávat s právními komplikacemi neznámými pro většinové obyvatelstvo. Stejnopohlavní sexuální aktivita je zde ilegální. 

## Právní rámec a stejnopohlavní soužití
Dle zákona o sexuálních deliktech z roku 1998 a novelizovaném roku 2016, jsou problematické 2 články:
- článek 14 – zakazuje jakékoli činy spojené s hrubou neslušností (tzn. nepovolený sex, pohlavní styk mezi dvěma muži či ženami);
- článek 16 – zakazuje činy pod názvem buggery (ve smyslu výtržnictví v sexuální oblasti), za nímž stojí anální a orální sexuální praktiky pod hrozbou izolace v psychiatrickém zařízení či trest odnětí svobody ve výši až 10 let.[1]

Mezi lety 1995–2000 bylo podle premiéra v souvislosti s těmito články zatčeno 35 osob, z nichž 185 byly ženy odsouzené na 5 let do vězení. Zbytek dostal buď peněžité tresty, vězení či izolaci v psychiatrické léčebně.
V roce 2013 biskup římskokatolické církve Gabriel Malzaire prohlásil, že podporuje rozhodnutí Svatého stolce a bude prosazovat veškeré prostředky, které souvisí s Deklarací OSN pro ochranu lidí s odlišnou sexuální orientací či genderovými identitami, a také zmínil, že odsuzuje veškeré násilí páchané proti homosexuálům.
V roce 2014 prohlásil tehdejší premiér Roosevelt Skerrit, že nehodlá zasahovat do soukromí každého člověka, a to včetně sexuální oblasti.

## Životní podmínky
Na Dominice působí jen hodně malá a neoficiální LGBT komunita, mnoho lidí skrývá svojí odlišnou sexuální orientaci kvůli strachu z okolí. Neexistují zde žádné gay bary ani kluby. Na ostrově existuje jediná LGBT kancelář, a to Minority Rights Dominica (MiRiDom), kterou založil podnikatel Darryl Philip.
V roce 2011 prohlásil prezident místní Evangelické asociace Bill Daniel, že nepodporuje gay turistiku a nechce, aby byla Dominika propagována jako gay friendly země.

## Souhrnný přehled
| Legální věk způsobilosti k pohlavnímu styku                                             | Yes |
| Stejný věk legální způsobilosti k pohlavnímu styku pro obě orientace                    | No  |
| Anti-diskriminační zákony v zaměstnání                                                  | No  |
| Anti-diskriminační zákony v přístupu ke zboží a službám                                 | No  |
| Anti-diskriminační zákony v ostatních oblastech (homofobní urážky, zločiny z nenávisti) | No  |
| Stejnopohlavní manželství                                                               | No  |
| Jiná forma stejnopohlavní soužití                                                       | No  |
| Adopce dítěte partnera                                                                  | No  |
| Společná adopce dětí stejnopohlavními páry                                              | No  |
| LGBT osoby smějí otevřen sloužit v armádě                                               | No  |
| Možnost změny pohlavního styku                                                          | No  |
| Přístup k umělému oplodnění pro lesbické ženy                                           | No  |
| Náhradní mateřství pro gay páry                                                         | No  |
| MSM smějí darovat krev                                                                  | No  |